# 焦洛考
焦洛考，是匈牙利杰尔-莫雄-肖普朗州所辖的一个村。总面积3.93平方公里，总人口71，人口密度18.1人/平方公里（2011年1月1日）。